# رقمة

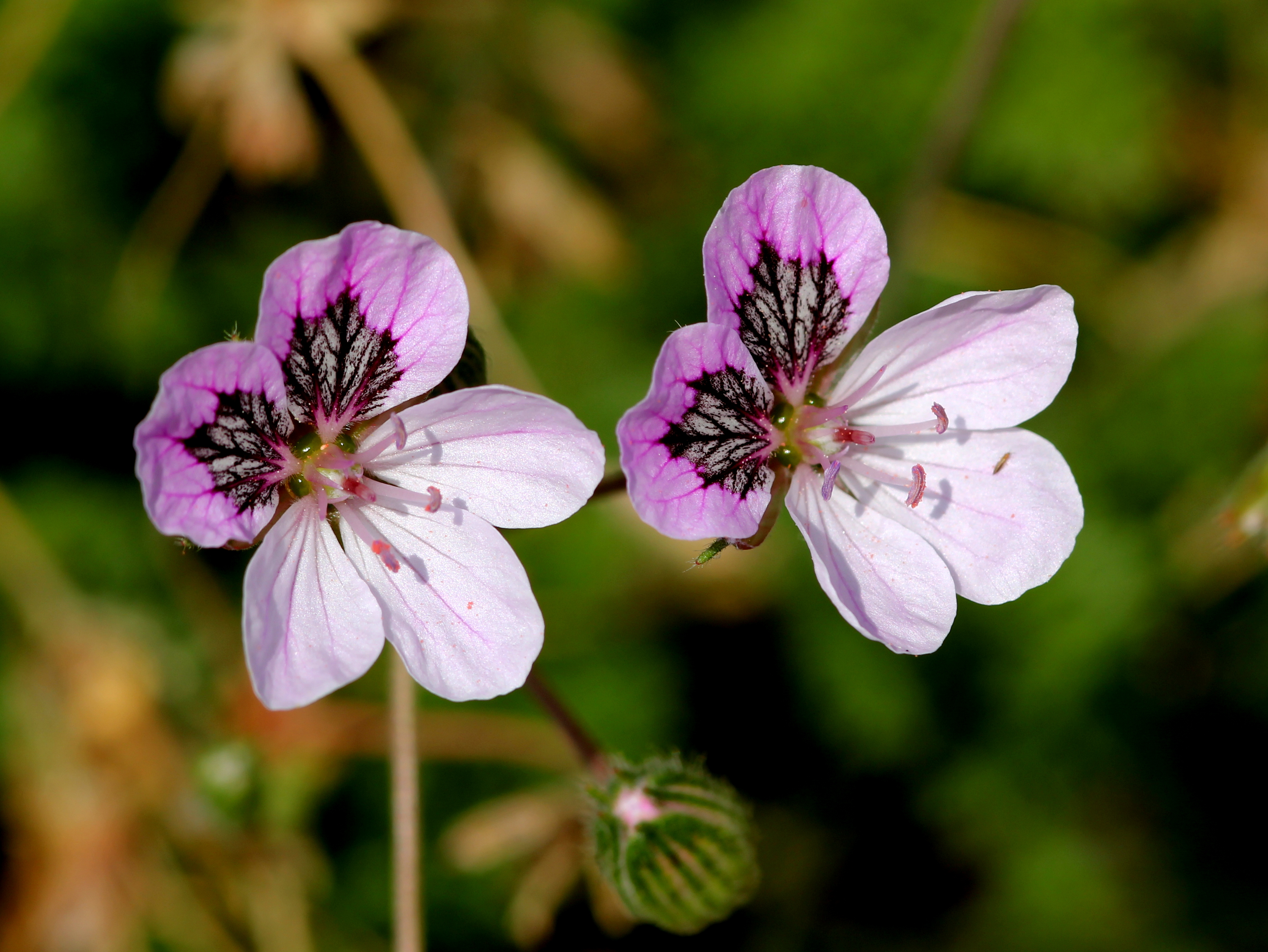
Erodium glandulosum

الرقمة أو الجِزَاب أو الغَزيل أو البَلْشُون أو القُرْنُوة أو غزال دور دور (باللاتينية: Erodium) جنس نباتي يتبع الفصيلة الغرنوقية. يضم 140 نوعًا مقبولا وعشرات أخرى لم يتم حسم أمرها بعد. تنتشر كثير من أنواع الرقمة في الوطن العربي.

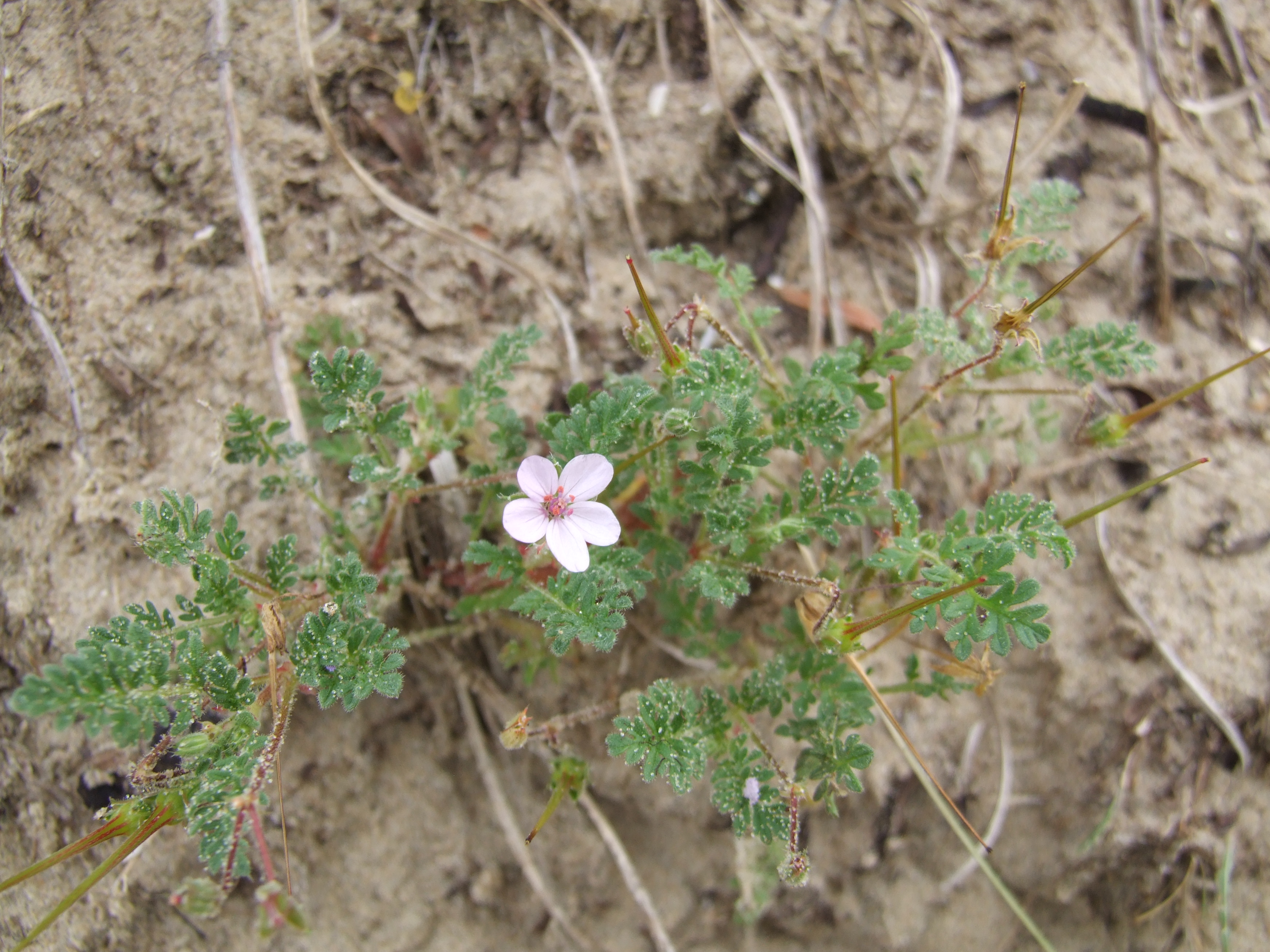
Erodium lebelii

## من أنواعهاالواطنةفي الوطن العربي
1. الرقمة الأرزية (باللاتينية: Erodium cedrorum) في بلاد الشام وتركيا
2. الرقمة الأطلسية (باللاتينية: Erodium atlanticum) في المغرب العربي
3. الرقمة حادة القرون (باللاتينية: Erodium oxyrhynchum) في بلاد الشام ومصر وتركيا والقوقاز
4. الرقمة الرافعية (باللاتينية: Erodium gruinum) في بلاد الشام ومصر والمغرب العربي وقبرص وتركيا واليونان
5. الرقمة رمادية الأوراق (باللاتينية: Erodium glaucophyllum) في بلاد الشام والمغرب العربي وحوض البحر الأبيض المتوسط وحوض البحر الأسود
6. الرقمة سرخسية الأوراق (باللاتينية: Erodium trichomanifolium) في بلاد الشام وتركيا والقوقاز
7. الرقمة سميكة الأوراق (باللاتينية: Erodium crassifolium) في بلاد الشام ومصر والمغرب العربي وقبرص وكريت
8. الرقمة شبه كاملة الأوراق (باللاتينية: Erodium subintegrifolium) في بلاد الشام
9. الرقمة الشجرية (باللاتينية: Erodium arborescens) في بلاد الشام ومصر والمغرب العربي
10. الرقمة الشوكرانية (باللاتينية: Erodium cicutarium) في بلاد الشام وتركيا والقوقاز
11. الرقمة الطرية (باللاتينية: Erodium malacoides) في بلاد الشام ومصر والمغرب العربي وحوض البحر الأبيض المتوسط وحوض البحر الأسود
12. الرقمة عديمة الساق (باللاتينية: Erodium acaule) في بلاد الشام والمغرب العربي وبعض مناطق حوض البحر الأبيض المتوسط
13. الرقمة العنبية (باللاتينية: Erodium botrys) في بلاد الشام
14. رقمة غاياردو (باللاتينية: Erodium gaillardotii) في بلاد الشام وتركيا
15. الرقمة اللقلقية (باللاتينية: Erodium ciconium) في بلاد الشام ومصر والمغرب العربي وحوض البحر الأبيض المتوسط وحوض البحر الأسود
16. الرقمة المبرغلة (باللاتينية: Erodium guttatum) في بلاد الشام ومصر والمغرب العربي وإسبانيا
17. الرقمة المسكية (باللاتينية: Erodium moschatum) في بلاد الشام
18. الرقمة المشرشرة (باللاتينية: Erodium laciniatum) في بلاد الشام
19. الرقمة النجمية (باللاتينية: Erodium stellatum) في بلاد الشام ومصر والمغرب العربي وقبرص والقوقاز
20. الرقمة نغتية الأوراق (باللاتينية: Erodium alnifolium) في بلاد الشام والمغرب العربي وإيطاليا
21. الرقمة نورادوبسية الأوراق (باللاتينية: Erodium neuradifolium) في بلاد الشام ومصر والمغرب العربي واليونان وفرنسا وإسبانيا